# کاواک‌لی (کاهتا)
کاواک‌لی (به ترکی استانبولی: Kavaklı) (به کردی: Pîraq) یک منطقهٔ مسکونی کردنشین در ترکیه است که در کاهتا واقع شده‌است.